# 博柳略斯帕尔德尔孔达多
博柳略斯帕尔德尔孔达多，是西班牙安达卢西亚自治区韦尔瓦省的一个市镇。总面积49平方公里，总人口12975人（2001年），人口密度265人/平方公里。